# リズム怪盗R 皇帝ナポレオンの遺産
『リズム怪盗R 皇帝ナポレオンの遺産』（リズムかいとうアール こうていナポレオンのいさん、英題:Rhythm Thief & The Emperor's Treasure、仏: Rhythm Thief & les mystères de Paris）は、セガより2012年1月19日に発売されたニンテンドー3DS専用リズムアクションアドベンチャーゲームである。ヨーロッパでは同年4月5日、アメリカでは同年7月10日に発売された。

## 概要
父の失踪の秘密を探るため、芸術品を盗み出す（数日後には戻す）「怪盗R」の活躍を描く。
侵入や逃走などのアクションはリズムゲームで展開される。
当初はニンテンドーDSで『リズムDEミュージカル 美女と野獣とアミーゴ』のタイトルで企画されていた。また、同社の音ゲーである『サンバDEアミーゴ』や『スペースチャンネル5』のシステムや、『きみのためなら死ねる』のテーマ曲なども収録されている。
マリア役の剛力彩芽は本作が声優を担当する初の作品となった。

## 登場キャラクター

### メインキャラクター
ラルフ
声 - 細谷佳正
本作の主人公。パリ郊外のアパートに住んでいる少年。三年前に行方知らずになった父親であるダリウスを探している。
バレエダンサーであった亡き母譲りのリズム感を持ち、怪盗の時は「怪盗R」の名前で活動する。クールで大胆不敵だが、怪盗Rの姿で知り合いに会うと、いつも通りに接してしまいそうになるなど少しうっかり屋な一面も持つ。
欧米版での名前は「ラファエル（仏: Raphaël）」。
フォンデュ
声 - 岩崎ひろし
ラルフの飼い犬。主人に捨てられ、街の裏通りでネコに襲われていたところをラルフに助けられた。その後、ラルフの飼い犬となって彼をサポートする。名前は、ラルフが「チーズフォンデュ」と言葉にし気に入ったことから。
マリア
声 - 剛力彩芽
本作のヒロイン。パリのサン＝ルール修道院で育てられた少女。元々は捨て子で、拾われた際に一緒にあったヴァイオリンと月の姫君と言う楽譜（空中庭園出現のための鍵）を頼りに母を探しており、そんな中でナポレオンと名乗る者に襲われるもラルフに助けられ、以降は行動を共にする。将来の夢はパリのオーケストラ楽団である「コンセール・ヴァトワール」に入団すること。暇さえあればストリートライブをしている。
終盤において正体が明らかになり、母親であるエリザベートはフランス王族の末裔で、父親はバビロニア末裔であるため、その2つの王族の血を引く王女であり、ナポレオンの遺産・空中庭園を出現させるための鍵となる人物であることが判明した。その後、グラーフがナポレオンの仲間であることを知り、鍵として「月の姫君」を弾いた。しかし、助けに来たラルフと共に空中庭園を崩壊させ、パリを救った後に最後のリズムゲームでラルフと別れた。
欧米版での名前は「マリー（仏: Marie）」。
エリザベート
声 - 甲斐田裕子
マリアの母親。名門貴族の侯爵夫人で、ナポレオンから娘を守る為に彼女をサン=ルール修道院に入れていたことが明らかになる。ミステリアスな雰囲気を持ち、聡明で交友範囲も広く社交界にも隠然たる影響力を持っている。
ロアン
声 - 岩崎ひろし
古くからエリザベートに仕えてきた老執事。エリザベートから全幅の信頼を寄せられており、家の資産管理や実務一切を任されている。趣味はチェスとバックギャモンとスキー。
欧米版での名前は「アルフレッド（仏: Alfred」）。
ハインリヒ / グラーフ
声 - 上田燿司
修道院に多額の寄付をしており、マリアを養女にしたいと申し出ている篤志家の紳士。著名な歴史学者であり、考古学にも精通している。
しかし、その正体はナポレオンに仕える者であり、本名は「グラーフ」。ダリウス失踪に関係していたことが明らかとなり、終盤でラルフにダリウスについてのことを教え、組織に誘うが断られた。その後、ラルフを消そうとしたが逆に追い詰められ、最後は駆け付けてきたボードワンに逮捕される。
欧米版での名前は「ジャン＝フランソワ（仏: Jean-François）」。
ダリウス
声 - 桐本琢也
ラルフの父親。将来を嘱望された芸術家だったがなかなか芽が出ず、苦悩の日々を送っていた。妻の死後は男手一つでラルフを育てたが、3年前に息子を残して失踪してしまう。
しかし、後にグラーフによって真実が明かされ、大病を抱えていたラルフを助ける為にグラーフの属する組織の贋作師として働いており、現在はナポレオンの世界制覇のために仕えていることが判明した。終盤では黒幕と思しき謎の男（おそらくは本物のナポレオン）と共に登場した。
欧米版での名前はイザーク（仏: Isaac）。

### サブキャラクター
ボードワン
声 - 咲野俊介
ラルフを捕まえるために奔走するパリ市警の警官で、クロードの父親。首都の治安を守るという使命感に燃える熱血漢で、たとえ上層部や政治家の要人が相手であろうと一歩も退かない信念から部下からの信頼も厚い。「ある事件」の真相を追っている。
欧米版での名前は「ポール・ヴェルジエ（仏: Paul Vergier）」。
クロード
声 - 武田華
ラルフを執拗に追い掛け回す少年探偵だが、実は女の子でボードワンの娘である。サッカーが得意。頭の回転が早く推理力もあるが、いつもいま一歩のところで怪盗Rに逃げられてしまう。
かつて一度、ラルフに助けられたことがあり、終盤では空中庭園の崩壊によって落下しかけたラルフを助けた。
欧米版での名前は「シャルリー・ヴェルジエ（仏: Charlie Vergier）」。
ナポレオン / レオ・ノナップ
声 - 立木文彦
自らを皇帝ナポレオンと名乗る仮面の騎士。パリに隠された秘宝"竜の玉座"を探し求めており、秘宝のカギを握るマリアを襲う。
実はナポレオンではなく謎の男の影武者であり、本名は「レオ・ノナップ（欧米版ではレオナール・ボナー（仏: Léonard Bonar））」。終盤に空中庭園でラルフに敗北して最後は全てを明かした上で負けを認めずにラルフに勝利を告げて、空中庭園の崩壊に巻き込まれながら死亡した。

## 主題歌
- オープニング曲：miwa 「クレアデルネ」
- エンディング曲：AI 「Story」、カヒミ・カリィ「Je te dis au revoir」